# Макарцев Костянтин Вікторович
Костянтин Вікторович Макарцев (29 березня 1958, Ленінград, СРСР) — радянський хокеїст, захисник.

## Спортивна кар'єра
Хокеєм почав займатися у команді Невського машинобудівного заводу, потім перейшов до школи підготовки СКА. Чемпіон і кращий захисник молодіжної першості Радянського Союзу 1978 року. Переможець двох перших офіційних молодіжних чемпіонатів світу (1977, 1978). У першому розіграші відзначився закинутою шайбою у ворота поляка Вадаса. З його передач забивали: збірній Польщі — Ігор Ромашин, Фіндяндії — Олексій Фроліков. У наступному турнірі радянська команда стартувала перемогою проти швейцарців (18:1). Найрезультативнішим став Сергій Макаров (4+2), один з голів закинув з передачі Костянтина Макарцева. Його партнерами у тій збірній були майбутні олімпійські чемпіони Сергій Мильников, В'ячеслав Фетісов, Сергій Стариков, Олексій Касатонов, Олександр Кожевников і Олександр Герасимов.
У вищій лізі дебютував у жовтні 1976 року. Після чотирьох сезонів і складі «армійців» захищав кольори київського «Сокола». Через рік повернувся до Ленінграда і грав за команду «Іжорець» (у першій і другій лізі). В еліті радянського хокею провів 145 матчів (6+4). Після завершення ігрової кар'єри — дитячий тренер.

## Досягнення
- Чемпіон світу серед молоді (2): 1977, 1978

## Статистика
На молодіжних чемпіонах світу:
| Рік  | Команда          | Турнір | Місце | І | Г | П | О | ШХ |
| ---- | ---------------- | ------ | ----- | - | - | - | - | -- |
| 1977 | СРСР (молодіжна) | МЧС    |       | 4 | 1 | 2 | 3 |    |
| 1978 | СРСР (молодіжна) | МЧС    |       | 6 | 0 | 1 | 1 |    |

Статистика у вищій лізі:
| Сезон               | Клуб                | Ліга                | І   | Г | П | О  | ШХ |
| ------------------- | ------------------- | ------------------- | --- | - | - | -- | -- |
| 1976-77             | СКА (Ленінград)     | вища                | 29  | 0 | 2 | 2  | 28 |
| 1977-78             | СКА (Ленінград)     | вища                | 28  | 1 | 1 | 2  | 18 |
| 1978-79             | СКА (Ленінград)     | вища                | 30  | 1 | 0 | 1  | 10 |
| 1979-80             | СКА (Ленінград)     | вища                | 36  | 2 | 0 | 2  | 14 |
| 1980-81             | «Сокіл» (Київ)      | вища                | 22  | 2 | 1 | 3  | 10 |
| Всього у вишій лізі | Всього у вишій лізі | Всього у вишій лізі | 145 | 6 | 4 | 10 | 80 |